# 馬德普拉縣
馬德普拉縣是印度的一個縣，位於該國東北部，由比哈爾邦負責管轄，面積1,787平方公里，識字率為53.78%，2011年人口1,994,618，人口密度每平方公里1116人。

## 外部連結
- Madhepura Information Portal

25°54′36″N 86°46′48″E / 25.91000°N 86.78000°E